# Senegalská ženská basketbalová reprezentace
Senegalská ženská basketbalová reprezentace reprezentuje Senegal v mezinárodních soutěžích v basketbalu.

## Mistrovství světa
| Rok/pořádající země | Účast                           |
| ------------------- | ------------------------------- |
| MS 1953 Chile       | Ne                              |
| MS 1957 Brazílie    | Ne                              |
| MS 1959 SSSR        | Ne                              |
| MS 1964 Peru        | Ne                              |
| MS 1967 ČSSR        | Ne                              |
| MS 1971 Brazílie    | Ne                              |
| MS 1975 Kolumbie    | 13. místo                       |
| MS 1979 Korea       | 12. místo                       |
| MS 1983 Brazílie    | Ne                              |
| MS 1986 SSSR        | Ne                              |
| MS 1990 Malajsie    | 14. místo                       |
| MS 1994 Austrálie   | Ne                              |
| MS 1998 Německo     | 14. místo                       |
| MS 2002 Čína        | 15. místo                       |
| MS 2006 Brazílie    | 15. místo                       |
| MS 2010 Česko       | 16. místo                       |
| MS 2014 Turecko     | Ne                              |
| MS 2018 Španělsko   | 12. místo                       |
| MS 2022 Bulharsko   | Ne                              |
| Celkem              | Účast – 8× · – 0× · – 0× · – 0× |

## Olympijské hry
| Rok/pořádající země | Účast                           |
| ------------------- | ------------------------------- |
| Montreal 1976       | Ne                              |
| Moskva 1980         | Ne                              |
| Los Angeles 1984    | Ne                              |
| Soul 1988           | Ne                              |
| Barcelona 1992      | Ne                              |
| Atlanta 1996        | Ne                              |
| Sydney 2000         | 12. místo                       |
| Atény 2004          | Ne                              |
| Peking 2008         | Ne                              |
| Londýn 2012         | Ne                              |
| Rio de Janeiro 2016 | 12. místo                       |
| Tokio 2020          | Ne                              |
| Celkem              | Účast – 2× · – 0× · – 0× · – 0× |